# Joakim Eneroth
Joakim Eneroth född 14 juli 1969, är en svensk fotograf och bildkonstnär.
Joakim Eneroth finns representerad vid flera konstinstitutioner såsom Tate Modern, Brooklyn Museum, Dallas Museum of Art, Moderna Museet i Stockholm och Göteborgs konstmuseum. Hans internationella genombrott kom med serien Swedish Red. Sedan dess har Eneroth bland annat gjort sig känd för sina tredimensionella fotokonstverk. 
Eneroth har haft flera soloutställningar runt om i världen, till exempel hos Larsen Warner i Stockholm, CCA i Spanien, ifa Gallery i Bryssel, School Gallery i Paris och Galleri Thomassen i Göteborg.
Han har även fått flera priser och utmärkelser, till exempel förstapriset på den internationella fotofestivalen i Arles, Frankrike och Arbetets museums fotopris. 